# ...e fu subito Aznavour
...e fu subito Aznavour è un album discografico del cantante francese Charles Aznavour, pubblicato nel 1970 dalla Barclay.

## Tracce

### Lato A
1. Devi sapere
2. L'istrione
3. Com'è triste Venezia
4. L'amore è come un giorno
5. Come una malattia
6. Ieri sì

### Lato B
1. Parigi in agosto
2. Perché sei mia
3. I lupi attorno a noi
4. Ti lasci andare
5. Dopo l'amore
6. Ed io tra di voi

## Successo commerciale
Pur non andando oltre la terza posizione nella hit parade settimanale, ...e fu subito Aznavour risultò l'album più venduto in Italia nel 1971.